# Frederick Carl Frieseke

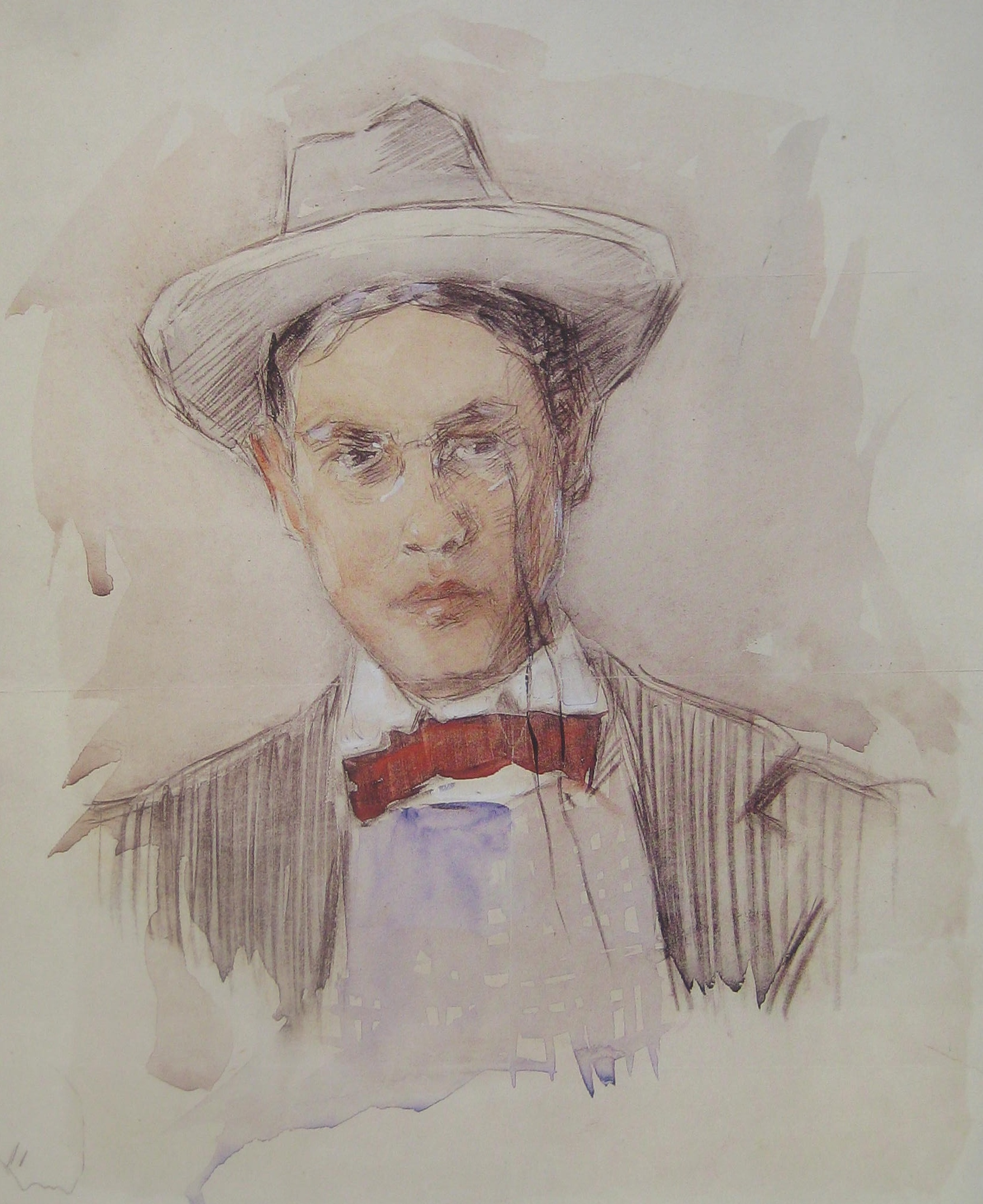
Selbstporträt, 1901

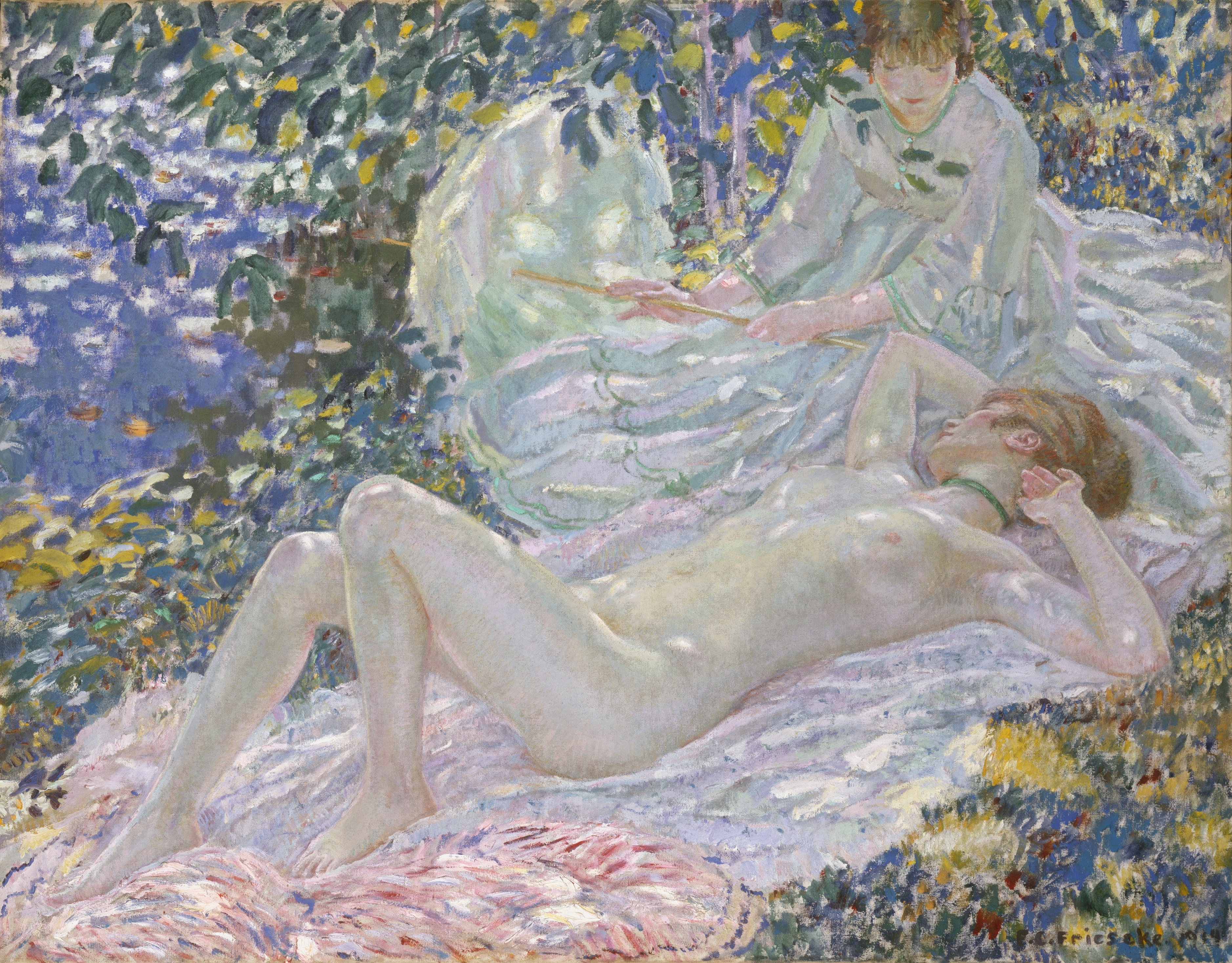
Summer, 1914, Metropolitan Museum of Art

Frederick Carl Frieseke (* 7. April 1874 in Owosso, Michigan; † 28. August 1939 in Le Mesnil-sur-Blangy, Calvados) war ein amerikanischer Maler. 
Der Künstler lebte überwiegend in Frankreich, wo er einige Jahre in der amerikanischen Künstlerkolonie in Giverny arbeitete. Charakteristisch für sein Werk sind Frauendarstellungen, die er in Interieurs oder Gartenszenen platzierte. Mit seinen Bildern, die farbenreich die Reflexionen des Sonnenlichts zeigen, gehört er zu den Hauptvertretern des amerikanischen Impressionismus.

## Leben

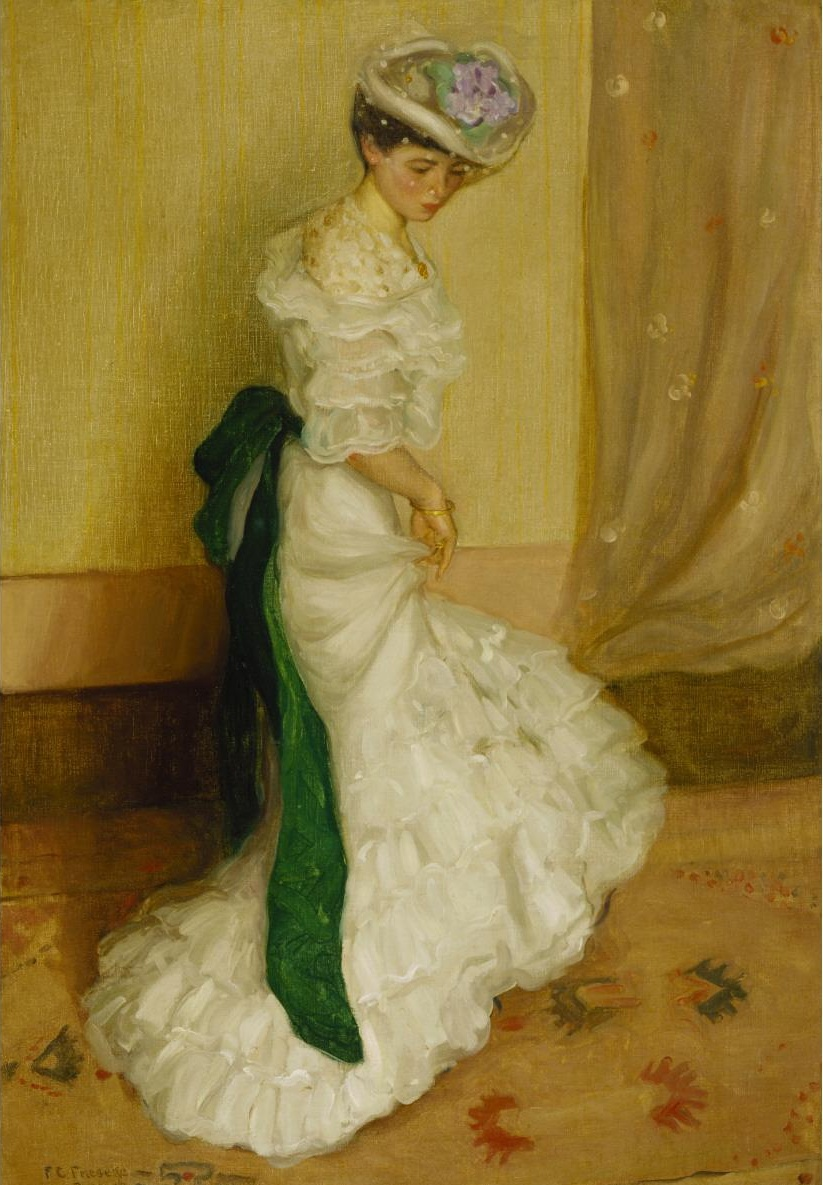
The Green Sash, 1904, Terra Foundation for American Art

Frederick Carl Frieseke kam 1874 in der Kleinstadt Owosso im Shiawassee County in Michigan zur Welt. Seine ältere Schwester Edith wurde 1872 geboren. Die Großeltern väterlicherseits stammten aus Pritzerbe in Brandenburg und waren 1858 in die Vereinigten Staaten ausgewandert. Der Vater Herman (Hermann) Carl Frieseke begründete mit seinem Bruder Julius in Owosso eine Ziegelei. Die Mutter Eva Graham starb 1880, als Frederick Carl Frieseke erst sechs Jahre alt war. Von 1881 bis 1885 lebte die Familie in Jacksonville, Florida, wo der Vater eine weitere Ziegelfabrik aufbaute. Zurück in Owosso wuchs Frederick Carl Frieseke bei verschiedenen Verwandten auf. Seine Großmutter Viletta Gould Graham arbeitete als Dekorationsmalerin in einer Möbelfabrik und unterstützte früh das künstlerische Talent ihres Enkels.
1893 schloss Frieseke die Schulausbildung ab und besuchte die Weltausstellung World’s Columbian Exposition in Chicago. Noch im selben Jahr entschied er sich für eine künstlerische Ausbildung, die er zunächst am Art Institute of Chicago begann und 1896 an der Art Students League of New York fortsetzte. Bereits in Chicago hatte er begonnen, Karikaturen zu zeichnen. In New York konnte er solche humoristischen Zeichnungen an Zeitungen wie Puck, Truth und die New York Times verkaufen.
Frieseke ging 1897 nach Frankreich, wo er, von wenigen Besuchen in seine Heimat abgesehen, bis zu seinem Tod lebte. Er setzte seine Ausbildung 1898 in Paris an James McNeill Whistlers Académie Carmen und an der Académie Julian fort und nahm Unterricht bei Jean-Joseph Benjamin-Constant und Jean-Paul Laurens. Trotz dieser vielfältigen malerischen Ausbildung bezeichnete sich Frieseke als Autodidakt und nannte Henri Fantin-Latour und Pierre-Auguste Renoir als Vorbilder.

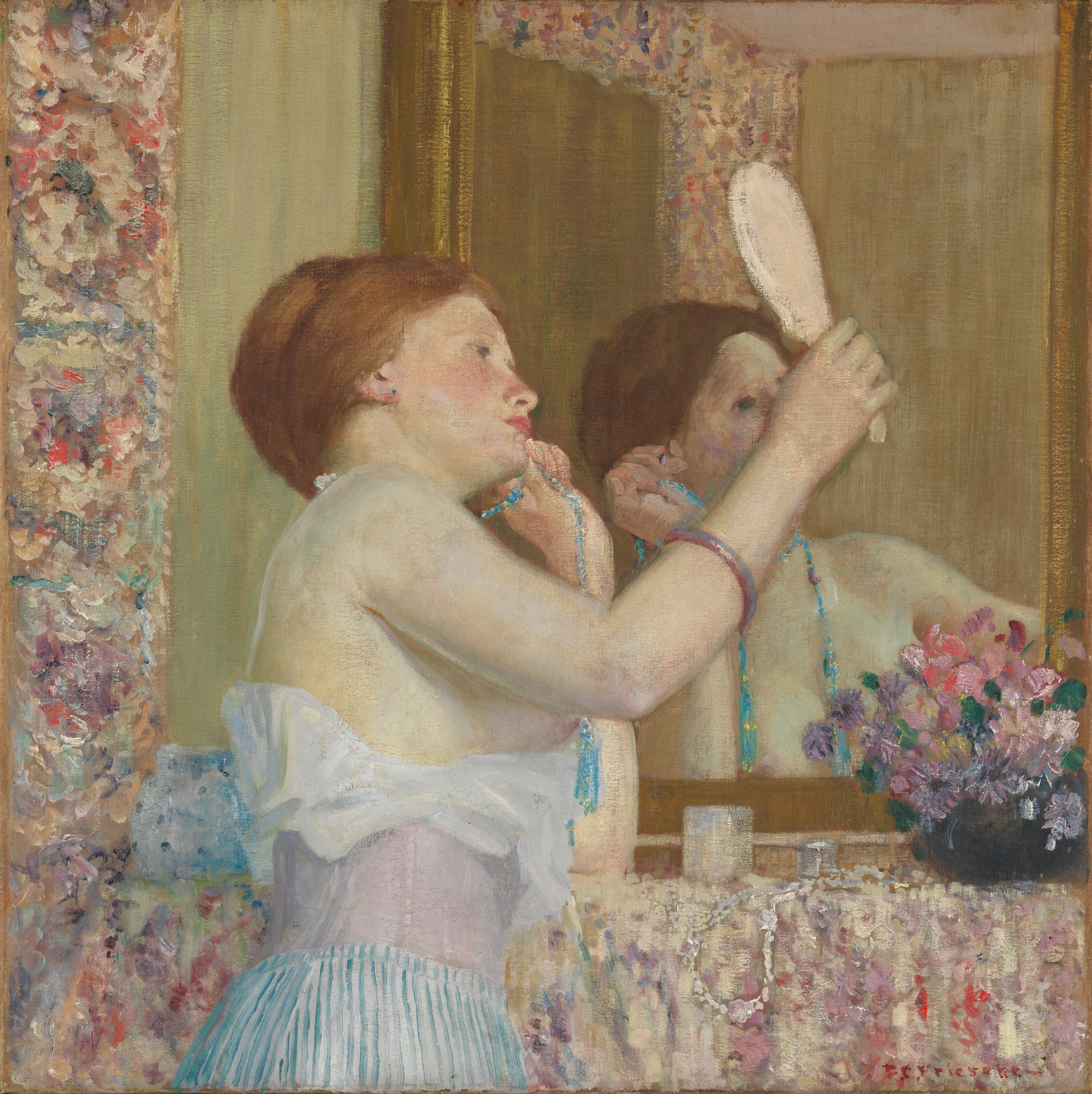
Woman with a Mirror, 1911, Metropolitan Museum of Art

Zu seinen Förderern gehörte Lewis Rodman Wanamaker, Sohn des amerikanischen Kaufhausbesitzers John Wanamaker. Rodman Wanamaker war Präsident der Künstlervereinigung American Art Association of Paris, der Frieseke beitrat und an deren Ausstellung er 1900 teilnahm. Zudem gab Rodman Wanamaker bei Frieseke Illustrationen für den Katalog des amerikanischen Kaufhauskonzern Wanamaker’s in Auftrag.

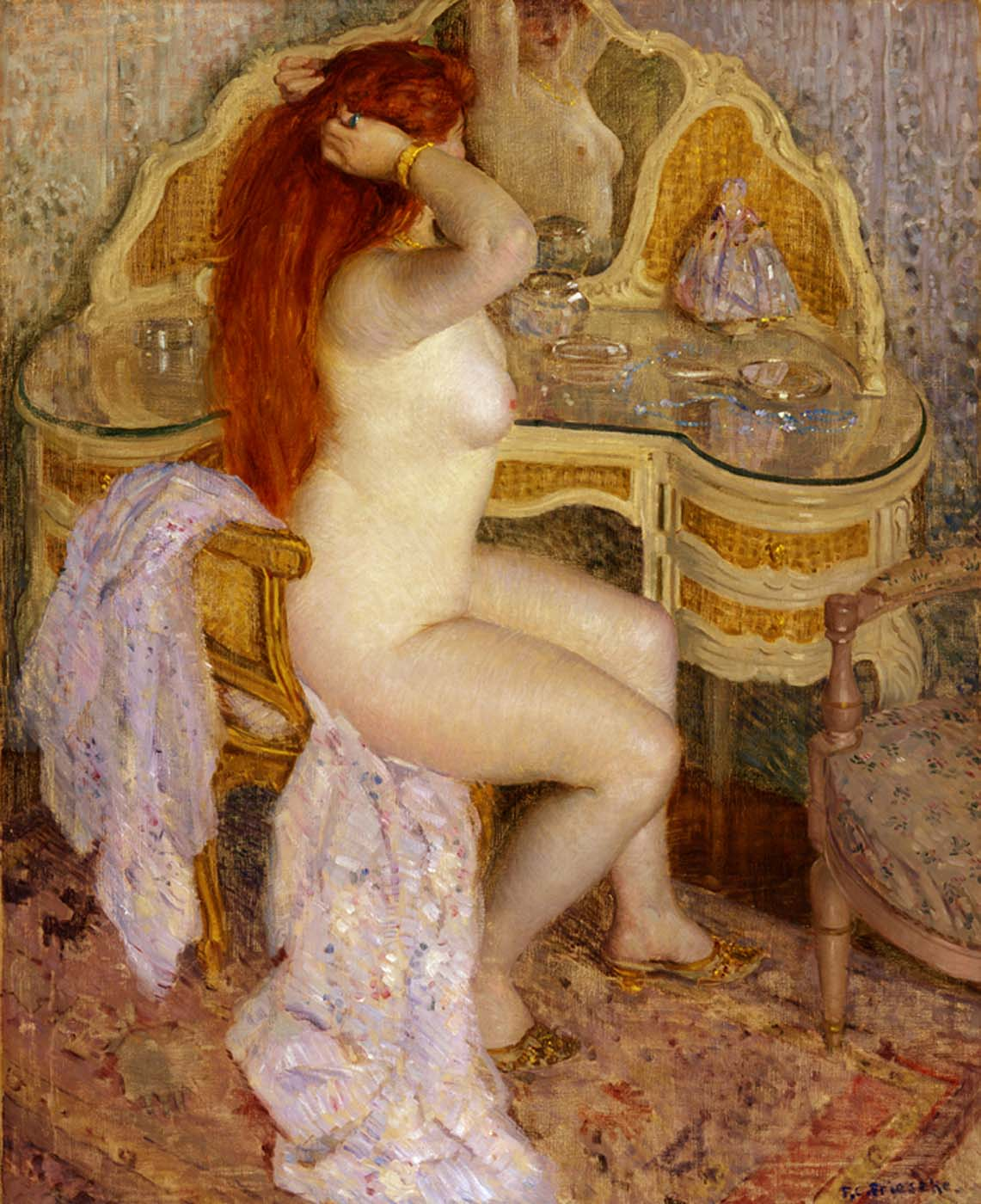
Nude Seated at Her Dressing Table, 1909, Smithsonian American Art Museum

Ab 1901 stellte Frieseke regelmäßig in der Société Nationale des Beaux-Arts aus. Den Sommer des Jahres besuchte er Le Pouldu am Atlantik. 1904 gelang Frieseke der künstlerische Durchbruch. Auf der Weltausstellung Louisiana Purchase Exposition in St. Louis erhielt er eine Silbermedaille und sein Gemälde The Green Sash fand in William Merritt Chase einen prominenten Käufer. Weiterhin erwarb der französische Staat das Bild Devant la glace (Vor dem Spiegel) für das Musée du Luxembourg. Zudem begann Frieseke im Auftrag von Rodman Wanamaker an Wanddekorationen für das Kaufhaus Wanamaker’s in New York (1956 abgerissen). Ebenfalls für Wanamaker schuf er 1906 weitere Dekorationsmalereien für den Speisesaal des Shelburne Hotel in Atlantic City. 1906 und 1907 reiste er in die Vereinigten Staaten, um diese Wandbilder zu installieren.
Frieseke heiratete 1905 Sarah Anne O’Bryan, eine mit ihrer Familie in Paris lebende Amerikanerin, die er bereits seit 1898 kannte. Aus dieser Ehe ging 1914 als einziges Kind die Tochter Frances Edith Frieseke hervor. Zu Beginn des 20. Jahrhunderts stellte Frieseke seine Arbeiten außer in Paris auch in Ausstellungen im europäischen Ausland und den Vereinigten Staaten aus und erhielt dort mehrfach Auszeichnungen. So nahm er an der internationalen Kunstausstellung in München 1904 teil und erhielt eine Goldmedaille. Er zeigte seine Bilder 1905 und 1909 auf der Biennale in Venedig, wo er allein mit 17 Arbeiten vertreten war. Neben weiteren Ausstellungen in Pittsburgh, Rom und Mannheim stellte er wiederholt seine Bilder in der Pennsylvania Academy of the Fine Arts in Philadelphia aus, wo ihm 1913 die Temple Gold Medal verliehen wurde. Eine weitere Goldmedaille folgte während der Weltausstellung 1915 in San Francisco; ein Jahr zuvor wurde Frieseke in New York zum Mitglied (NA) der National Academy of Design gewählt.
Zu Friesekes Freunden gehörte eine Gruppe amerikanischer Maler, die in Frankreich lebten. Neben dem Afroamerikaner Henry Ossawa Tanner waren dies Richard Miller, Karl Anderson, Lawton S. Parker, Guy Rose und Edmund Greacen. Bis auf Tanner arbeiteten alle genannten Maler in der amerikanischen Künstlerkolonie in Giverny. Hier, wo Claude Monet seit 1883 lebte, hatten sich seit Ende der 1880er Jahre verschiedene Maler niedergelassen und Frieseke gehörte bereits der dritten Generation dieser Künstler an. Sein erster Besuch in diesem Ort ist zwar erst für 1905 belegt, frühere Besuche ab etwa 1900 sind jedoch wahrscheinlich. 1906 zog er in das ehemalige Wohnhaus von Theodore Robinson ein, das direkt an Monets Grundstück grenzte. Frieseke, der zudem weithin eine Appartement in Paris hatte, verlebte hier mit seiner Familie die Sommer bis 1919.
Von der zunehmenden Anerkennung, die die Werke Friesekes erfuhren, zeugen die zahlreichen Ankäufe seiner Bilder durch Museen bereits zu Lebzeiten. So erwarb 1910 die Telfair Academy in Savannah sein Gemälde Reflections (Marcelle), 1912 gelangte als Geschenk von Rodman Wanamaker das Bild Woman with a Mirror (Femme qui se mire) ins Metropolitan Museum of Art in New York. 1916 folgte der Ankauf von Torn Lingerie durch das Saint Louis Art Museum und von On the Bank durch das Art Institute of Chicago. Später erwarben die Telfair Academy The Hammock, das Cincinnati Art Museum The Gold Locket, die Pennsylvania Academy of the Fine Arts Nude Seated und das Toledo Museum of Art Silhouette.
Während des Ersten Weltkrieges blieb Frieseke mit seiner Familie in Frankreich und diente 1915 kurzzeitig im Amerikanischen Krankenhaus in Neuilly. 1920 erhielt er die Ernennung zum Ritter der Ehrenlegion. Nachdem Frieseke den Winter 1912–1913 auf Korsika verbracht hatte und er den Winter 1918/19 im Roussillon verlebte, verließ er Anfang der 1920er Jahre Giverny und erwarb 1922 ein Haus in Le Mesnil-sur-Blangy im Département Calvados an der Kanalküste, wo er bis zu seinem Lebensende lebte.

## Werk

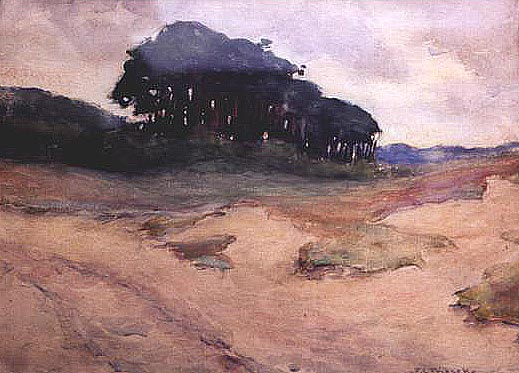
Holland, 1898, Shiawassee District Library

Zu Friesekes frühen in Europa entstandenen Arbeiten gehörten Aquarelle, die er 1898 in den Niederlanden und 1899 an der Bretagne-Küste in Le Pouldu oder in Étaples am Ärmelkanal malte. Diese Aquarelle stellte er 1899 im Salon der Société nationale des beaux-arts in Paris aus. Während zu Beginn seiner Pariser Jahre noch Motive mit Ansichten der Parks und Boulevards von Paris zu finden sind, wandte er sich schon bald fast vollständig der Figurenmalerei zu. Sein frühes Hauptwerk The Green Sash, die Darstellung einer Frau im weißen Kleid mit auffälliger grüner Schleife, ist hierbei noch in toniger Farbigkeit gemalt, die deutlich auf James McNeill Whistler als Vorbild verweist. Das Motiv der still in sich versunkenen Frau aus mondänem Milieu ist Friesekes Hauptthema der kommenden Jahrzehnte. Anders als etwa bei Theodore Robinson kommt die arbeitende Landbevölkerung in Friesekes Werken nicht vor. In Friesekes Arbeiten fehlt jeglicher sozialer Kommentar – seine Bilder sind frei von Problemen und Ängsten.

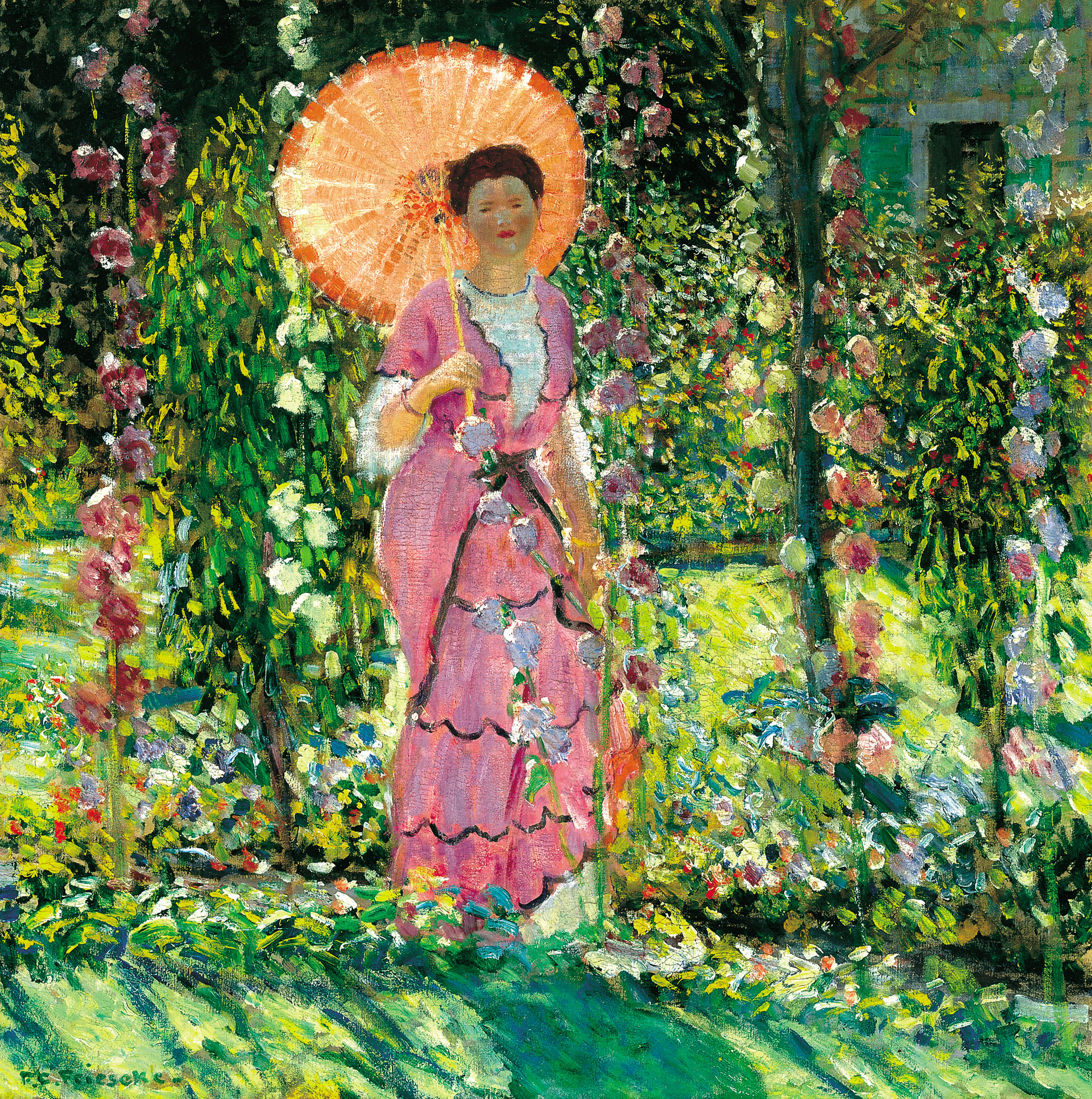
Hollyhocks, um 1912–1913, Museo Thyssen-Bornemisza

In einem Interview beschrieb Frieseke 1914 seine Malerei mit der thematischen Eingrenzung „Sonnenlicht, Blumen im Sonnenlicht, Mädchen im Sonnenlicht, der Akt im Sonnenlicht, das ist es, was mich in den letzten acht Jahren interessiert hat …“ Er malte Frauen in den Dünen, am Badestrand oder am Ufer eines Gewässers. Vor allem im Sommergarten von Giverny entstanden üppige Akte unter großen schattigen Bäumen mit Requisite wie Sonnenschirmchen. Obwohl er in direkter Nachbarschaft zu Monet lebte, ist weniger dessen Einfluss in Friesekes Bilder zu erkennen, sondern der von Renoir, der ebenso nackte, sinnesfreudige Frauenkörper en plein air schuf. In Friesekes lichtdurchfluteten Gartenszenen finden sich charakteristische farbenreiche Reflexionen des Sonnenlichts. Die von Frieseke geschaffenen zahlreichen Aktdarstellungen fanden zwar in Europa und den Vereinigten Staaten große Anerkennung, dennoch beantwortete er die Frage, warum er im selbstgewählten Exil in Frankreich lebe, mit den Worten „Weil es … nicht die puritanischen Beschränkungen gibt, die in Amerika vorherrschen.“
Neben solchen Gartenszenen, in denen er seine Figurendarstellungen platzierte, arbeitete Frieseke wiederholt an Interieurs. In diesen Bildern zeigte er Frauen in eleganter Pose im Boudoir oder Salon mit typisch weiblichen Accessoires. Er zeigte die Dargestellten vor dem Spiegel oder auf dem Diwan und malte in zarten Farben die dekorativ geblümten Stoffe der Vorhänge, Tapeten, Polster und Teppiche. Neben Blautönen finden sich vor allem häufig Rosatöne in diesen lichten Farbarrangements, wodurch seine Gemälde etwas feminin anmuten.
Die Kunstzeitschrift The Art Digest urteilte 1932, dass „Frieseke der international vielleicht bekannteste zeitgenössische amerikanische Maler“ sei. Diese Einschätzung blieb jedoch eher die Ausnahme. Seine Kritiker fanden seine Gemälde spätestens seit den 1920er Jahren als künstlerisch überholt. Besonders im Vergleich zu den Kunstströmungen des Fauvismus, Expressionismus und Kubismus erscheint Friesekes Malerei nach dem Ersten Weltkrieg als wenig innovativ und antiquiert. Zu seinen letzten Arbeiten gehören Landschaften und Stillleben, die er in den 1930er Jahren in der Schweiz schuf.
Die Gemälde Friesekes sind heute im Besitz zahlreicher Museen der USA. In öffentlichen Sammlungen des deutschsprachigen Raumes ist sein Werk hingegen nicht vertreten. Auf dem Kunstmarkt werden für seine Ölgemälde bis zu 2,3 Millionen US-Dollar bezahlt.